# حرب سيبرانية في إيران
حربُ الإنترنت هي جزءٌ من استراتيجية إيران العسكريّة في إطارِ ما يُعرف بالحرب الناعمة. في الواقع؛ تُعتبر إيران قوةً عسكريةً ناشئةً في هذا المجال، وقد طوّرت من قدراتها على مدار السنوات الماضيّة للدرجة التي مكّنتها من مهاجمة مواقع ويب لدول أخرى.
بحلول تشرين الثاني/نوفمبر من عام 2010؛ ظهرت منظمةُ قيادة الدفاع السيبراني (بالفارسية: قرارگاه دفاع سایبری) التي ظلّت تعملُ تحت إشرافِ منظمة الدفاع المدني (بالفارسية: سازمان پدافند غیرعامل) التي هي أحدُ أقسام القوات المسلحة الإيرانية.
وفقًا لتقريرٍ صادرٍ عن معهد دراسات الأمن القومي الإسرائيلي عام 2014 فإنَّ إيران «واحدةٌ من أكثرِ اللاعبين نشاطًا على الإنترنت.» وكان جنرالٌ في الحرس الثوري قد قال عام 2013 بأن إيران هي «رابعُ أقوى الجيوش الإلكترونيّة على مستوى العالم.»

## الهجمات ضد إيران
كانت إيران في حزيران/يونيو من عام 2010 ضحيةً لهجومٍ عبر الإنترنت عندما تم اختراقُ منشآتها النووية في نطنز بواسطةِ الدودة الحاسوبيّة الخبيثة ستوكسنت؛ التي قيلَ إنَّ الولايات المتحدة وإسرائيل تقفانِ خلف برمجتها. لقد دمرت دودة ستوكسنت الخبيثة أكثر من 1000 جهاز طرد مركزي نووي؛ ووفقًا لمقالٍ نشرتهُ مجلة بيزنس إنسايدر «فقد استغرقت طهران عامين على الأقل من أجلِ إعادة تنشيط برنامجها النووي بعدما لحق به ضررُ دودة ستوكسنت.» لقد انتشرت دودة الحاسوب الخبيثة تلك خارج أجهزة الطرد النووي؛ ما تتسبَّب في إصابة أكثر من 60,000 جهاز كمبيوتر؛ لكن الحكومة الإيرانية أشارت إلى أنها لم تُسبّب أي أضرارٍ كبيرة بينما لم تُعلن أي حكومة مسؤوليتها عن تلكَ الدودة. لقد نجحت إيران في وقتٍ ما في إيجادِ حلولٍ للديدان الخبيثة تلك وأصبحت الآن في وضعٍ أفضل فيما يتعلق بـ «تكنولوجيا الحرب الإلكترونية».

### أبرز الأحداث
- إيران: في تشرين الأول/أكتوبر 2013؛ ذكرت وسائلُ إعلامٍ أنَّ مُجتبى أحمدي الذي شغل منصب قائد «مقرّ الحرب السيبرانية في إيران» قد عُثر عليه مقتولًا بالرصاص في منطقة كرج.[9]
- إسرائيل: اتهم وزير الاتصالات الإيراني محمد جواد آذري جهرمي في تشرين الثاني/نوفمبر 2018 إسرائيل بالوقوفِ وراء هجوم الإنترنت الفاشل على البنية التحتية للاتصالات في إيران وتعهد بالردِ عبر «الإجراءات القانونية المُتاحة».[10][11]

## هجمات إيران
اتهم المحللون الغربيون الحكومة الإيرانية بشنّ هجمات إنترنت على كلٍ من الولايات المتحدة و‌إسرائيل وعددٍ من الدول في الخليج العربي لكن طهران نفت ذلك بما في ذلك نفيها تورطها عام 2012 في اختراقِ عددٍ من البنوك الأمريكية.

### أبرز الأحداث

الرسالة التي تركتها المجموعة الإيرانيّة في موقع مكتبة الإيداع الفدراليّة عقبَ اختراقها

- إسرائيل: صرّح مسؤولٌ من الجيش الإسرائيلي للصحافة في آب/أغسطس 2014 أنَّ إيران شنّت العديد من «الهجمات الخطيرة» ضد البنية التحتية للإنترنت في إسرائيل.[13]
- تركيا: قام قراصنةٌ إيرانيون – يُحتمل أن يكونوا من الجيش السيبراني الإيراني – في 31 آذار/مارس 2015 بقطعِ التيار الكهربائي لمدة 12 ساعة في 44 من أصلِ 81 مقاطعة في تركيا بما في ذلك إسطنبول و‌أنقرة.[14]
- المملكة المتحدة: ذكرت صحيفة ديلي تلجراف في حزيران/يونيو 2017 أن مسؤولي المخابرات خَلصوا إلى أن إيران كانت مسؤولةً عن الهجوم الإلكتروني على مواقع البرلمان البريطاني والذي استمرَّ لـ 12 ساعة وعرّض حوالي 90 بريدًا إلكترونيًا للنواب للخطر. لم يُعرف الدافعُ وراء الهجوم؛ لكن بعض الخبراء اقترحوا أن الحرس الثوري قد قام بهذه الخطوات لتقويضِ خطة العمل الشاملة المشتركة.[15]
- الولايات المتحدة: في أعقاب مقتل قاسم سليماني؛ قامت مجموعة إيرانيّة – لم يُعرف ما إذا كانت ترتبطُ بالحكومة أم لا – في الرابع من كانون الثاني/يناير 2020 باختراقِ موقع برنامج مكتبة الإيداع الفيدرالية التابع للحكومة الأمريكية وعددٍ من المواقع الأخرى تاركين رسائل تُفيد بأن طهران لن تتوقف عن دعمِ حلفائها في المنطقة وستُواصل المقاومة.[16][17]